# كيتون التوت
كيتون التوت هو مركب الفينول الطبيعي الذي مركبه الأساسي من نكهة التوت الأحمر.

## التركيب
يتكون كيتون التوت من مجموعة متنوعة من الفواكه، بما فيها التوت الأحمر والتوت البري والتوت الأسود. و(biosynthesized ذلك من coumaroyl-CoA.Extraction)

## انتاجه
يجب ان تكون كميه كيتون التوت منخفضه جدا وتكون منتظمه, ويتم إعداده صناعيا من خلال مجموعة متنوعة من الأساليب من إحدى الطرق لكي تكون منتجه عن طريق المواد التالية
(aldol-catalytic hydrogenation. In acetone and هيدروكسيد الصوديوم, 4-hydroxybenzaldehydecan form the α,β-unsaturated ketone)
من ثم يذهب خلال هدرجة لإنتاج كيتون التوت. هذه الطريقة تنتج غلة 99٪.

## بماذا يستخدم
يستخدم الكيتون التوت في صناعة العطور، مستحضرات التجميل وكمادة مضافة للغذاء لإضفاء رائحة الفواكه
انها واحدة من أغلى مكونات النكهة الطبيعية المستخدمة في صناعة الأغذية
يمكن ان يكلف هذا المركب 20000 دولار للغرام الواحد كيتون التوت الاصطناعي هو أرخص، مع تقديرات تتراوح بين بضعة دولارات للرطل الواحد إلى خمس تكلفة المنتجات الطبيعية.* 